# Brallobarbital
Brallobarbital is een barbituraat dat in de jaren twintig werd ontwikkeld. Het heeft kalmerende en hypnotische eigenschappen en werd gebruikt voor de behandeling van slapeloosheid. Brallobarbital werd voornamelijk verkocht als onderdeel van een combinatieproduct genaamd Vesparax, bestaande uit 150 mg secobarbital, 50 mg brallobarbital en 50 mg hydroxyzine. De lange halveringstijd van deze combinatie van medicijnen had de neiging om de volgende dag een katereffect te veroorzaken en Vesparax raakte in onbruik zodra nieuwere medicijnen met minder bijwerkingen waren ontwikkeld. Vesparax was naar verluidt de drug waar muzikant Jimi Hendrix een overdosis van zou hebben genomen en die tot zijn vroegtijdige dood heeft geleid. Vanwege de grote risico's op misbruik wordt het niet meer geproduceerd.